# Jules Verbecke
Jules Louis Verbecke (Lilla, Nord, 15 de setembre de 1879 – ?) va ser un nedador i waterpolista francès que va competir a cavall del segle XIX i el segle XX.
El 1900 va prendre part en tres proves del programa de natació dels Jocs Olímpics de París. En la prova dels 200 metres per equips va guanyar la medalla de plata, formant equip amb Victor Hochepied, Maurice Hochepied, J. Bertrand i Victor Cadet; mentre en els 200 metres obstacles i els 1000 metres lliures acabà en vuitena posició. A més a més, formà per de l'equip Tritons Lillois, un dels quatre equips francesos en la competició de waterpolo